# Phyllis Edness
Phyllis Edness, född 8 april 1930, var en friidrottare från Bermuda. Hon deltog vid olympiska sommarspelen 1948.